# Вильчинский, Тадеуш Феликсович

Мемориальная плита основателю ботанического сада Тадеушу Вильчинскому на административном здании сада во Львове

Тадеуш Феликсович Вильчинский (пол. Tadeusz Wilczyński, укр. Тадеуш Вільчинський; 27 октября 1888, Хотова, Польша — 4 апреля 1981, Львов) — польский, а позже советский украинский учёный, профессор, доктор биологических наук, основатель кафедры фармакогнозии и ботаники Львовского национального медицинского университета, ботаник, миколог, основатель Ботанического сада медицинского университета во Львове.

## Биография
В 1912 году Тадеуш Вильчинский окончил естественное отделение философского факультета Львовского университета им. Яна Казимира, а в 1920 году — Львовскую сельскохозяйственную академию.
Работал ассистентом биолого-ботанического Института Львовского университета (1912). Затем с 1913 по 1919 год -
химико-полеводческой станции в г. Дубляны), в 1920—1923 годах — в Институте систематизации растений и ботаническом саде Львовского университета, по совместительству был научным сотрудником Львовского природоведческого музея (1921).
Член физиографической комиссии (1921), член Львовского отделения совета охраны природы (1922).
В 1924—1929 годах — доцент Львовского отделение Института сельского хозяйства, заведующий кафедрой фармакогнозии и ботаники, организатор и бессменный руководитель сада лекарственных растений (1929—1964).
В 1946—1950 годах — декан фармацевтического факультета Львовского университета / медико-естественных профессиональных курсов / медицинского института. 
В 1948 году ВАК СССР нострифицировал учёную степень Вильчинского и утвердил его в степени доктора биологических наук и в звании профессора.
Тадеуш Вильчинский — один из учредителей в 1924 году Польского дендрологического общества, организованного во Львове.
В доме, купленном на собственные средства, создал кафедру фармакогнозии и ботаники, а на пустыре в 1929—1930 годах создал коллекционный участок лекарственных и декоративных растений и дендропарк из растений, привезённых с разных континентов и стран.
В 1964 году при его активном участии коллекционные участки врачебных растений и дендропарк объявлены памятниками природы и отнесены к природо-заповедному фонду. В настоящее время является базой учебной практики студентов фармацевтического факультета, природо-охранной и научно-исследовательской базой, используется с целью изучения, сохранения и обогащения ресурсов региона. Ботанический сад располагает коллекциями и экспозициями древесных, кустарниковых, травянистых растений, в оранжерее выращиваются тропические и экзотические растения
Направления научных исследований ученого Т.Вильчинского:
- интродукция, акклиматизация и гибридизация растений;
- создание ботанического сада лекарственных растений, насчитывающего около 1,5 тыс. видов;
- сбор уникальной герботеки, в которую входило около 3,5 тыс. растений;
- создание музея лекарственного растительного сырья, насчитывающего около 1 тыс. экспонатов растений умеренного, субтропического и тропического климата;
- селекция оригинального сорта древовидных пионов, которые занесены в ботанические каталоги мира (один из которых под названием «Тадеуш Вильчинский»);
- выращивание большого количества саженцев декоративных форм туи, можжевельника и др. для озеленения городов.
- изучение биоты.

Результаты исследований профессора часто публиковались в сборниках трудов Природоведческого музея во Львове (ранее Дворец Дедушицких (Львов)).
Доктор философии с 1926 г., профессор (1948), член географической комиссии Польской академии знаний в Кракове (1927).

## Основные труды
- Tarczaki gnojowe ziem Polski (дис. работа). Львов, 1926;
- Zapiski florystyczne z Karpat Pokuckich I. Rozprawy i wiadomosci z Muzeum im. Dzieduszyckich. Lwow, 1923, T. 9;
- Zapiski florystyczne z Karpat pokuckich II. Rozprawy i wiadomosci z Muzeum im. Dzieduszyckich. Lwow, 1928, T. 10;
- Roślinność pasma Czarnohory // Krajobrazy Roślinne Polski. — 1930. — T. 17;
- Roślinność pasma Czarnohory // Krajobrazy Roślinne Polski. — 1931. — T. 19.

## Список исследованных Т. Вильчинскимтаксонов
- Moraceae,
- Cannabaceae,
- Urticaceae,
- Ulmaceae,
- Loranthaceae,
- Santalaceae II